# Nicon benhami
Nicon benhami är en ringmaskart som beskrevs av Hartman 1967. Nicon benhami ingår i släktet Nicon och familjen Nereididae. Inga underarter finns listade i Catalogue of Life.